# Freccia Vallone 2012
La Freccia Vallone 2012, settantaseiesima edizione della corsa, valevole come dodicesima prova dell'UCI World Tour 2012, si svolse il 18 aprile 2012 per un percorso di 194 km. Fu vinta dallo spagnolo Joaquim Rodríguez del Katusha Team, giunto al traguardo in 4h45'41" alla media di 40,745 km/h.

## Percorso
L'edizione 2012 partiva da Charleroi e si concludeva a Huy, dopo 194 km. La corsa attraversava 10 muri, il più importante dei quali era sicuramente il Muro di Huy, da percorrere per tre volte; in cima a tale salita era posto anche l'arrivo finale.
I muri, in ordine di passaggio, erano: il Muro di Huy (a 70 km), la Côte de Peu d'Eau (a 110 km), la Côte de Haut-Bois (a 115,5 km), la Côte de Groynne (a 141 km), la Côte de Bohisseau (a 147 km), la Côte de Bousalle (a 150 km), nuovamente il Muro di Huy (a 163 km), la Côte d'Amay (a 179,5 km) la Côte de Villers-le-Bouillet (a 185,5 km) e il passaggio finale sul Muro di Huy (a 194 km) che sanciva la conclusione della classica belga.

## Squadre e corridori partecipanti
Gli organizzatori hanno invitato 25 squadre: oltre alle squadre UCI ProTour, sono state invitate 7 con licenza UCI Professional Continental Team.
| N.      | Cod. | Squadra                |
| ------- | ---- | ---------------------- |
| 1-10    | BMC  | BMC Racing Team        |
| 11-18   | KAT  | Katusha Team           |
| 21-28   | EUS  | Euskaltel-Euskadi      |
| 31-38   | OPQ  | Omega Pharma-Quickstep |
| 41-48   | LIQ  | Liquigas-Cannondale    |
| 51-58   | SKY  | Sky Procycling         |
| 61-68   | GEC  | GreenEDGE Cycling Team |
| 71-78   | RNT  | RadioShack-Nissan      |
| 81-88   | MOV  | Movistar Team          |
| 92-100  | VCD  | Vacansoleil-DCM        |
| 101-108 | RAB  | Rabobank Cycling Team  |
| 111-118 | SAU  | Saur-Sojasun           |
| 121-128 | LAM  | Lampre-ISD             |

| N.      | Cod. | Squadra                 |
| ------- | ---- | ----------------------- |
| 131-138 | TT1  | Team Type 1-Sanofi      |
| 141-148 | AST  | Astana Pro Team         |
| 151-158 | ALM  | AG2R La Mondiale        |
| 161-168 | ARG  | Argos-Shimano           |
| 171-178 | GRM  | Team Garmin-Barracuda   |
| 181-190 | TSV  | Topsport Vlaanderen     |
| 191-199 | LBT  | Lotto-Belisol Team      |
| 201-208 | FDJ  | FDJ-BigMat              |
| 211-220 | LAN  | Landbouwkrediet-Euphony |
| 221-228 | ACC  | Accent.jobs             |
| 231-238 | SBS  | Team Saxo Bank          |
| 241-247 | COL  | Colombia-Coldeportes    |

### Favoriti
Tra gli altri, sono al via da Charleroi l'ex vincitore Alejandro Valverde (primo nel 2006) ed il campione in carica Philippe Gilbert. I maggiori favoriti sono lo stesso Gilbert, Jelle Vanendert e Joaquim Rodríguez.

## Resoconto degli eventi
Dopo circa 60 km esce dal plotone Dirk Bellemakers, raggiunto in seguito da Anthony Roux. I tentativi di raggiungere i fuggitivi da parte di Sjef De Wilde e di Sander Armée non vanno a buon fine, e sono entrambi ripresi dal gruppo.
Superati i 50 km dal traguardo Andy Schleck scatta sul muro di Huy ma è contrattaccato da un gregario di Joaquim Rodríguez (Katusha Team). Successivamente anche Dmitrij Fofonov riesce ad uscire dal gruppo ma i tre corridori vengono recuperati dal gruppo. Bellemakers e Roux vengono ripresi dal plotone.
In seguito ci saranno diversi tentativi di fuga tutti stoppati dal gruppo guidato soprattutto dalla Katusha e dalla Lotto-Belisol Team. Fränk Schleck fora ma rientra in gruppo.
A 5 km dalla conclusione partono Lars-Petter Nordhaug e Ryder Hesjedal che riescono a guadagnare una decina di secondi prima di essere ripresi ai piedi del muro di Huy, a meno di un chilometro dal traguardo. A poche centinaia di metri dal traguardo scatta Rodríguez, portandosi inizialmente dietro anche Jelle Vanendert, Philippe Gilbert, Michael Albasini e Vincenzo Nibali, e prosegue nella sua azione andando a vincere in solitaria la sua prima Freccia Vallone dopo i due secondi posti del 2010 e del 2011. Dietro arrivano Albasini, Gilbert e Vanendert poi Robert Kišerlovski, Daniel Martin, Bauke Mollema e Vincenzo Nibali che aveva perso terreno negli ultimi metri. Assieme a Martin giunge nono l'italiano Diego Ulissi.

## Ordine d'arrivo (Top 10)
| Pos. | Corridore             | Squadra    | Tempo    |
| ---- | --------------------- | ---------- | -------- |
| 1    | Joaquim Rodríguez     | Katusha    | 4h45'41" |
| 2    | Michael Albasini      | GreenEDGE  | a 4"     |
| 3    | Philippe Gilbert      | BMC        | s.t.     |
| 4    | Jelle Vanendert       | Lotto      | s.t.     |
| 5    | Robert Kišerlovski    | Astana     | a 7"     |
| 6    | Daniel Martin         | Garmin     | s.t.     |
| 7    | Bauke Mollema         | Rabobank   | s.t.     |
| 8    | Vincenzo Nibali       | Liquigas   | s.t.     |
| 9    | Diego Ulissi          | Lampre-ISD | a 9"     |
| 10   | Jurgen Van Den Broeck | Lotto      | a 11"    |

## Punteggi UCI
| Pos. | Corridore             | Squadra    | Punti |
| ---- | --------------------- | ---------- | ----- |
| 1    | Joaquim Rodríguez     | Katusha    | 80    |
| 2    | Michael Albasini      | GreenEDGE  | 60    |
| 3    | Philippe Gilbert      | BMC        | 50    |
| 4    | Jelle Vanendert       | Lotto      | 40    |
| 5    | Robert Kišerlovski    | Astana     | 30    |
| 6    | Daniel Martin         | Garmin     | 22    |
| 7    | Bauke Mollema         | Rabobank   | 14    |
| 8    | Vincenzo Nibali       | Liquigas   | 10    |
| 9    | Diego Ulissi          | Lampre-ISD | 6     |
| 10   | Jurgen Van Den Broeck | Lotto      | 2     |

| Pos. | Squadra                | Punti |
| ---- | ---------------------- | ----- |
| 1    | Katusha Team           | 80    |
| 2    | GreenEDGE Cycling Team | 60    |
| 3    | BMC Racing Team        | 50    |
| 4    | Lotto-Belisol Team     | 42    |
| 5    | Astana Pro Team        | 30    |
| 6    | Team Garmin-Barracuda  | 22    |
| 7    | Rabobank Cycling Team  | 14    |
| 8    | Liquigas-Cannondale    | 10    |
| 9    | Lampre-ISD             | 6     |

| Pos. | Nazione     | Punti |
| ---- | ----------- | ----- |
| 1    | Belgio      | 92    |
| 2    | Spagna      | 80    |
| 3    | Svizzera    | 60    |
| 4    | Croazia     | 30    |
| 5    | Irlanda     | 22    |
| 6    | Italia      | 16    |
| 7    | Paesi Bassi | 14    |